# Turtle Lake (Dakota Północna)
Turtle Lake – miasto w Stanach Zjednoczonych, w stanie Dakota Północna, w hrabstwie McLean.